# ریکیزو ماتسوهاشی
ریکیزو ماتسوهاشی (انگلیسی: Rikizo Matsuhashi؛ زادهٔ ۲۲ اوت ۱۹۶۸) بازیکن فوتبال اهل ژاپن است.
از باشگاه‌هایی که در آن بازی کرده‌است می‌توان به باشگاه فوتبال یوکوهاما مارینوس اشاره کرد.